# Koryta (hradiště)
Koryta jsou pravěké hradiště u stejnojmenné obce v okrese Plzeň-sever. Nachází na protáhlé ostrožně ze tří stran obtékané řekou Střelou asi jeden kilometr severně od vesnice. Jeho areál je chráněn jako kulturní památka ČR.

## Historie
Vznik hradiště byl na základě archeologického výzkumu provedeného v roce 1982 Jaroslavem Baštou a Darou Baštovou datován do pozdní doby bronzové.

## Stavební podoba
Ostrožna se zbytky hradiště je dlouhá 400 metrů a široká dvacet až osmdesát metrů. Směrem ke svému závěru pozvolna klesá k řece a v nejužším místě je rozdělena valem se stopami spečení. Val je patnáct až osmnáct metrů dlouhý, pět metrů vysoký a u paty třináct metrů široký. Prostor hradiště byl poškozen těžbou štěrkopísku a stavbami rekreačních chat, z nichž jedna je částečně vestavěna do tělesa valu.